# Championnat de Chine de football 2004
Navigation
Saison précédente Saison suivante
La saison 2004 du Championnat de Chine de football était la 45e édition de la première division chinoise et la toute première sous le format de Chinese Super League. Les douze meilleures équipes du pays sont regroupées au sein d'une poule unique, où tous les clubs s'affrontent en matchs aller et retour. À la fin du championnat, pour permettre le passage du championnat de 12 à 14 équipes, il n'y a pas de relégation et les deux meilleures équipes de China League, la deuxième division chinoise, sont promues parmi l'élite.
C'est le Shenzhen Jianlibao qui décroche le tout premier titre de champion de Chine de son histoire en terminant en tête du classement final, avec six points d'avance sur le Shandong Luneng et dix sur un duo composé de l'Inter Shanghai et du Liaoning FC.
Normalement relégué à l'issue de la saison précédente, le club de Chongqing Lifan absorbe celui de Yunnan Hongta et se maintient parmi l'élite chinoise.

## Les 12 clubs participants
| - Shandong Luneng - Shanghai Shenhua - Beijing Hyundai - Dalian Shide - Tianjin TEDA - Inter Shanghai | - Sichuan Guancheng - Shenzhen Jianlibao - Liaoning FC - Shenyang Ginde - Qingdao Zhongneng - Chongqing Lifan |

## Compétition
Le barème de points servant à établir les classements se décompose ainsi :
- Victoire : 3 points
- Match nul : 1 point
- Défaite : 0 point

### Classement
| Rang | Équipe             | Pts | J  | G  | N  | P  | Bp | Bc | Diff |
| ---- | ------------------ | --- | -- | -- | -- | -- | -- | -- | ---- |
| 1    | Shenzhen Jianlibao | 42  | 22 | 11 | 9  | 2  | 30 | 13 | +17  |
| 2    | Shandong LunengC   | 36  | 22 | 10 | 6  | 6  | 44 | 29 | +15  |
| 3    | Inter Shanghai     | 32  | 22 | 8  | 8  | 6  | 39 | 31 | +8   |
| 4    | Liaoning FC        | 32  | 22 | 10 | 2  | 10 | 39 | 40 | -1   |
| 5    | Dalian Shide -6    | 30  | 22 | 10 | 6  | 6  | 33 | 26 | +7   |
| 6    | Tianjin Teda       | 29  | 22 | 7  | 8  | 7  | 28 | 29 | -1   |
| 7    | Beijing Hyundai -3 | 28  | 22 | 8  | 7  | 7  | 35 | 33 | +2   |
| 8    | Shenyang Ginde     | 26  | 22 | 7  | 5  | 10 | 23 | 29 | -6   |
| 9    | Sichuan Guancheng  | 23  | 22 | 4  | 11 | 7  | 29 | 37 | -8   |
| 10   | Shanghai ShenhuaT  | 22  | 22 | 4  | 10 | 8  | 28 | 37 | -9   |
| 11   | Qingdao Zhongneng  | 21  | 22 | 4  | 9  | 9  | 21 | 28 | -7   |
| 12   | Chongqing Lifan    | 21  | 22 | 4  | 9  | 9  | 14 | 31 | -17  |

|  | Qualification pour la Ligue des champions 2005       |
|  | T: Tenant du titre C: Vainqueur de la Coupe de Chine |

- Les clubs de Dalian Shide et Beijing Hyundai sont pénalisés respectivement de 6 et 3 points pour avoir quitté le terrain durant un match en protestation d'une décision arbitrale.

## Bilan de la saison
| Championnat de Chine de football 2004 |                                |
| Champion                              | Shenzhen Jianlibao (1er titre) |
| Coupes et trophées                    |                                |
| Vainqueur de la Coupe de Chine 2004   | Shandong Luneng                |
| Qualifications continentales          |                                |
| Ligue des champions 2005              | Shenzhen Jianlibao             |
| Ligue des champions 2005              | Shandong Luneng                |
| Promotions et relégations             |                                |
| Promus en Super League                | Shanghai Zobon                 |
| Promus en Super League                | Wuhan Huanghelou               |
| Relégués en China League              | Aucun (passage à 14 clubs)     |